# Flandes

Bandera de Flandes de la Región Flamenca, que es el lugar al que hoy en día se alude cuando se habla de "Flandes".

Escudo de Flandes de la Región Flamenca, que es el territorio al que hoy en día se alude cuando se habla de "Flandes".

Ubicación en Bélgica de la Región Flamenca, que es el territorio al que hoy en día se alude cuando se habla de "Flandes".

Ubicación en la Francia de 1789 del Flandes francés.

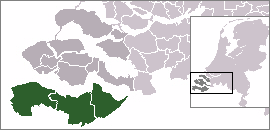
Ubicación en los Países Bajos del Flandes zelandés.

Flandes (en neerlandés: Vlaanderenⓘ) es una región de Europa Occidental que comprende principalmente la mitad septentrional de la actual Bélgica, aunque también partes adyacentes de las vecinas Francia y Países Bajos. La lengua mayoritaria de sus habitantes es el neerlandés en su variedad flamenca. Su capital histórica es Gante. Entre sus ciudades más importantes destacan Amberes, Bruselas, Gante, Brujas o Lovaina en su parte belga, y Lille y Dunkerque en la francesa.

## Historia
En la Edad Media, este topónimo designaba solo el condado de Flandes, entidad feudal fundada en el siglo X. En los siglos posteriores, y en particular durante la época de los Países Bajos españoles, la palabra Flandes pasó a cubrir un territorio mucho más amplio, correspondiente, a grandes rasgos, a la zona de la Europa Occidental denominada actualmente Benelux (Bélgica, Países Bajos y Luxemburgo) y a zonas limítrofes de las actuales República Francesa y República Federal de Alemania:
- La totalidad de la zona septentrional del Estado borgoñón o Países Bajos Borgoñones (1363-1678).
- La totalidad de los Países Bajos de los Habsburgo (1477-1794).
- La totalidad de los Países Bajos Españoles (1555-1700).
- La totalidad de los Países Bajos Austríacos (1714-1795).

## Actualidad
En la actualidad, Flandes corresponde a tres espacios:
- La región Flamenca de Bélgica, o Flandes belga, división territorial con instituciones políticas y administrativas propias que corresponde a la mitad norte del país. Es el territorio al que hoy en día se alude en general cuando se habla de "Flandes".
- Flandes francés en Francia, antigua división administrativa, ahora integrada en el departamento del Norte, que corresponde a las aglomeraciones de Dunkerque y Lila (Lille). Esta denominación es utilizada todavía.
- Flandes zelandés en los Países Bajos, región del suroeste del país, compuesta de tres divisiones administrativas de la provincia de Zelanda.